# Isonychus nigripes
Isonychus nigripes är en skalbaggsart som beskrevs av Moser 1921. Isonychus nigripes ingår i släktet Isonychus och familjen Melolonthidae. Inga underarter finns listade i Catalogue of Life.